# Gustaf Janson

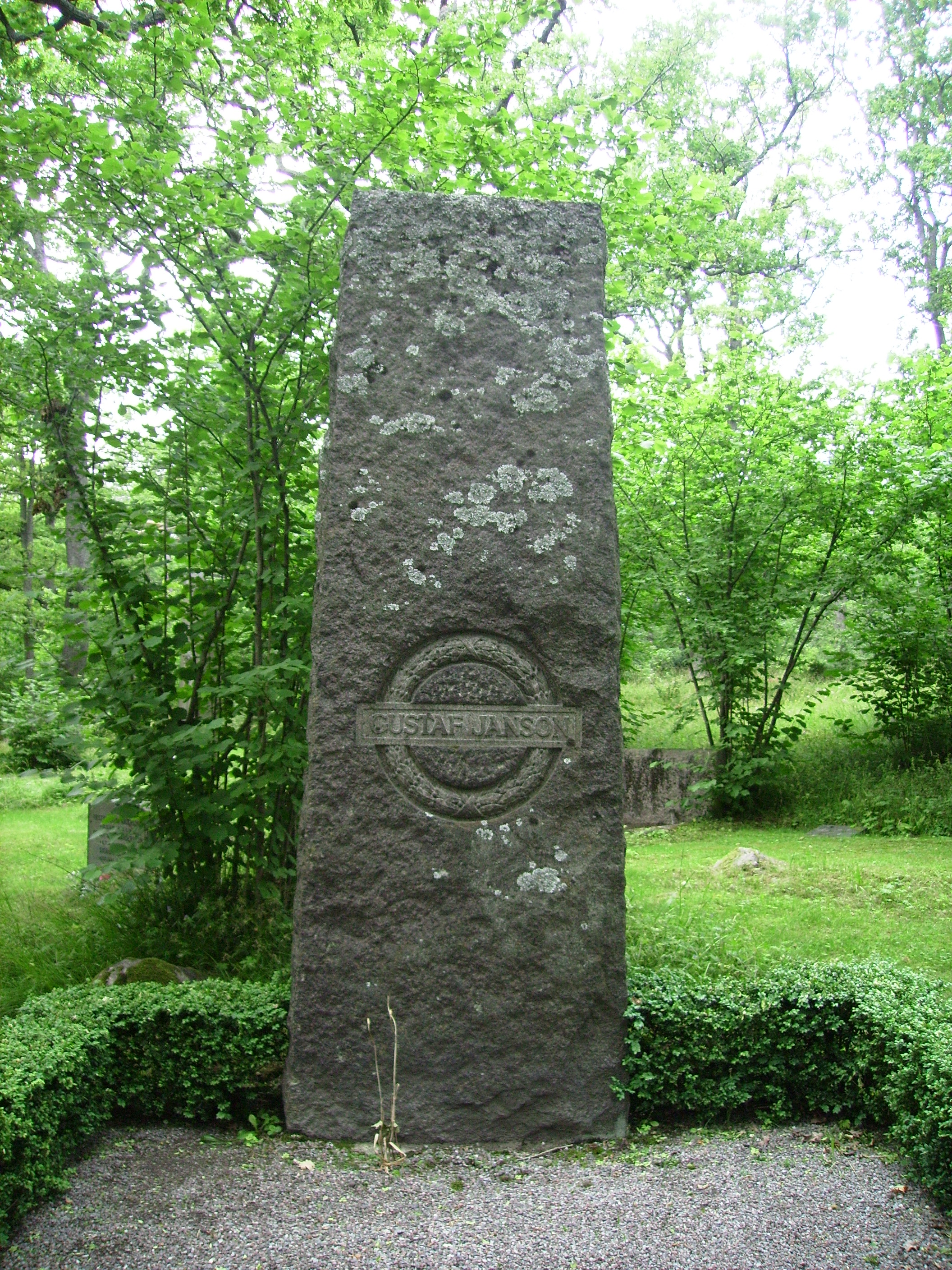
Gravvård på Djursholms begravningsplats.

Johan Gustaf Adolf Janson, född den 2 augusti 1866 i Stockholm, död 11 september 1913 på Sophiahemmet i Stockholm, var en svensk författare.

## Biografi
Gustaf Janson var son till Johan Alfred Jansson, en bondson från Östergötland som flyttat till Stockholm och startat en framgångsrik pantbank. Han hade tre yngre syskon, brodern Carl och systrarna Selma och Gärda. Gustaf Janson valde så småningom att skriva sitt efternamn med ett i stället för två ”s”.
Innan Gustaf Janson etablerade sig som författare hade han studerat på konstskola och på Nya Teaterns elevskola för blivande skådespelare. Han inledde sin bana som skriftställare med att skriva bland annat noveller, kåserier och dikter i olika tidningar, ofta under pseudonym. 1895 kom Gustaf Jansons första roman Pelle ut på förlaget Wahlström & Widstrand. Debutboken sålde dåligt och väckte ingen uppmärksamhet. Han slog igenom som författare med skildringen av Stockholms skärgård En uppkomling (1895), ett tema som sedan följdes upp i Ön (1908), Hårda tag (1911) och Öns herre (1913) och humoreskerna i Skepp ohoj! (1917). Hans första stora framgång kom med robinsonaden Paradiset (1900) och uppföljaren De första människorna (1906).  Andra framgångar var Abrahams offer (1901), Nils Dobblare (1903) och Affären Costa Negra (1910).
Det är mest för hans roll som författare eftervärlden minns honom. Hans mest kända bok är Affären Costa Negra (1910). Samma år bosatte han sig i Djursholm. Gustaf Janson avled i sviterna av kronisk gulsot och ligger begravd på Djursholms begravningsplats. Maka var författarinnan Emmy Amanda Hagberg, och de fick tillsammans två söner; Gösta Gustaf-Janson, som blev en känd författare, och Gudmund Gustaf-Janson, som blev ingenjör och uppfinnare.
Gösta Gustaf-Janson beskriver i sin memoarbok Att vända åter Gustaf Janson som en lång, ståtlig man som alltid var vänlig och avskydde konflikter. Gustaf Janson kände August Strindberg och bodde från hösten 1904 till våren 1908 på samma adress i Stockholm som Strindberg, Karlavägen 40, i det s.k. Röda huset.

### Skönlitteratur
- Pelle: en idyll : svenskt original. Stockholm: Wahlström & Widstrand. 1895. Libris 1623616
- Hjärtats frihet : två ungas öden. Stockholm: Beijer. 1896. Libris 1663108
- I all enkelhet: karrikatyrer och silhuetter ur hvardagslifvet. Stockholm: Gernandt. 1896. Libris 3265892
- I hvilstolen: ett dussin glada berättelser. Stockholm: Adolf Johnson. 1896. Libris 1663109
- En uppkomling: berättelse från kustlandet. Stockholm: Beijer. 1898. Libris nzgf5n2klkqk0285. http://hdl.handle.net/2077/64067
- Paradiset. Stockholm: C. & E. Gernandt. 1900. Libris 1644606
- Abrahams offer: en roman om kriget. Stockholm: Beijer. 1901. Libris 1719300
- Gamla gastar: berättelser. Stockholm: Gernandt. 1902. Libris 866605
- Nils Dobblare: historisk roman. Stockholm: Ljus. 1903. Libris 1719305
- Det gamla huset: roman. Stockholm: Ljus. 1904-1905. Libris 1719302. https://runeberg.org/jghuset/
- De första människorna: roman. Stockholm: Ljus. 1906. Libris 2725580
- Förlorade söner: roman. Stockholm: Ljus. 1907. Libris 1614561
- Ön: skisser och berättelser. Stockholm: Ljus. 1908. Libris 1614565
- Faran: historisk berättelse. Stockholm: Ljus. 1909. Libris 1614560
- I mörkret: berättelse. Stockholm: Ljus. 1909. Libris 1614563
- Affären Costa Negra: roman. "1". Stockholm: Ljus. 1910. Libris 14731807. http://hdl.handle.net/2077/34131
- Affären Costa Negra: roman. "2". Stockholm: Ljus. 1910. Libris 14738828. http://hdl.handle.net/2077/34161
- Hemlösa: fem berättelser om brännvin. Åhlén & Åkerlunds enkronasböcker ; 61. Göteborg: Åhlén & Åkerlund. 1910. Libris 1614562
- Hårda tag: tre berättelser från "Ön". Stockholm: Ljus. 1911. Libris 1635201
- Höfdingen Yussuf Effendi: två berättelser. Göteborg: Åhlén & Åkerlund. 1911. Libris 1635202
- Kotteriet: en sommarbok. Göteborg: Åhlén & Åkerlund. 1911. Libris 1635206. https://runeberg.org/gjkotteri/
- Lögnerna: berättelser om kriget. Stockholm: Ljus. 1912. Libris 1874833
- Dina barn och mina barn: pojkhistorier. Göteborg: Åhlén & Åkerlund. 1913. Libris 1635197 - Medförfattare: Hilding Nyman.
- Segrare.. Stockholm: Ljus. 1913. Libris 1635209
- Öns herre. Göteborg: Åhlén & Åkerlund. 1913. Libris 1635211
- Katastrofen: roman. Stockholm & Göteborg: Åhlén & Åkerlund. 1914. Libris 1635204
- Efterlämnade skrifter. "1-4". Stockholm: Åhlén & Åkerlund. 1915. Libris 3003084
- Narses: Dramatiska taflor. Stockholm: Åhlén & Åkerlund. 1915. Libris 1635207
- Skepp ohoj!: humoresker. Stockholm: Åhlén & Åkerlund. 1917. Libris 1653893

### Varia
- Pompejis undergång.. Nordiska öresbiblioteket, 99-2033276-3 ; 1906:10-11. Stockholm: Ljus. 1906. Libris 1940742

### Samlade upplagor och urval
- Romaner och noveller.. Stockholm: Ljus. 1912. Libris 3266324 - 5 volymer.
- Gustaf Jansons skrifter: minnesupplaga. Åhlén & Åkerlunds bundna böcker. Stockholm: Åhlén & Åkerlund. 1925-1928. Libris 1789493 - 11 volymer.